# Carico di lavoro mentale
Il Carico di lavoro mentale (o Mental Workload) è un costrutto psicologico, utilizzato per indicare il lavoro mentale percepito da un operatore impegnato in un compito specifico. Il costrutto deriva dai modelli di ergonomia cognitiva ispirati al paradigma dello Human Information Processing (HIP).
Più specificamente, il carico di lavoro mentale è la misura di quella porzione della capacità dell'elaboratore di informazioni utilizzata per eseguire un particolare compito.
Per spiegare il concetto di carico di lavoro mentale è necessario pensare il sistema cognitivo umano come un elaboratore di informazioni a capacità limitata. L'elaboratore umano disporrebbe di capacità limitate per elaborare dati in entrata (input). Si suppone quindi che la relazione tra l'allocazione di risorse e la prestazione al compito sia lineare fintanto che si investono tutte le risorse; da quel punto in poi, non avendo più risorse da investire, la performance dovrebbe rimanere stabile. Norman e Bobrow chiamano questo tipo di compito “a risorse limitate”.
Esistono diversi modi per stimare il carico di lavoro mentale:
- Misurazioni soggettive: sono misure la cui stima è fornita dallo stesso operatore a compito ultimato. Vengono utilizzati dei questionari specifici.
- Misurazioni comportamentali: in questo caso la stima è fornita da indici di performance (numero di errori, tempi di reazione) al compito, o ad un compito aggiuntivo (paradigma del dual-task).
- Misurazioni fisiologiche: sono misurazioni effettuate con apparecchiature specifiche, si basano sull'analisi della frequenza cardiaca, di quella respiratoria e dei movimenti oculari. Tali indici sembrano infatti correlare con il carico di lavoro mentale.

Definizioni più articolate del concetto sono:
"Il termine carico di lavoro mentale si riferisce ad un insieme composito di stati cerebrali che mediano la prestazione umana in compiti percettivi, cognitivi e motori" 
"È possibile definire il carico di lavoro mentale come un costrutto multidimensionale che riflette il livello individuale di coinvolgimento attentivo e di sforzo mentale" (Wickens, 1984).